# Batalha de Prinitza
A Batalha de Prinitza foi travada em 1263 entre as forças do Império Bizantino, marchando para capturar Andravida, a capital do Principado de Acaia, e uma pequena força acaia. Os aqueus lançaram um ataque surpresa contra a forma bizantina muito superior e confiante, que foi derrotada e dispersa, salvando o principado de ser conquistado.

## Antecedentes
Na Batalha de Pelagônia (1259), as forças do imperador bizantino Miguel VIII Paleólogo (r. 1259–1282) tinham matado e capturado a maior parte dos nobres latinos do Principado de Acaia, incluindo o príncipe Guilherme II de Vilearduin (r. 1249–1278). Em troca de sua liberdade, Guilherme concordou em entregar algumas fortalezas na porção sudoeste da península da Moreia. Ele também fez um juramento de lealdade a Miguel, tornando-se vassalo e sendo homenageado por se tornar padrinho de um de seus filhos, adquirindo o título de grande doméstico. No começo de 1262, Guilherme foi solto, e os fortes de Monemvasia e Mistras, junto com os distritos de Mani e Cinsterna, foram entregues aos bizantinos. O acordo, contudo, estava fadado a durar pouco: o estabelecimento de uma pequena província na Moreia era para os paleólogos o primeiro passo para recuperar toda a península, enquanto Guilherme esteve envolvido nos esforços latinos para combater o imperador e recuperar Constantinopla. Consequentemente, logo após seu retorno à Moreia, Guilherme resolveu suas diferenças com os venezianos do Negroponte, e negociou com eles e o papa para uma ação conjunta contra Paleólogo. Em julho, o pala Urbano IV anulou os juramentos de Guilherme com o imperador, e apelou aos príncipes ocidentais ajuda contra os "cismáticos" bizantinos.
No final de 1262, Guilherme visitou a região da Lacônia acompanhado por uma comitiva armada. Apesar de suas concessões para os bizantinos, ele ainda manteve o controle da maioria da Lacônia, em particular da cidade de Lacedemônia (Esparta) e os Baronatos de Passava e Gieraquia. Essa exibição de força armada preocupou as guarnições bizantinas, e o governador local, Miguel Cantacuzeno, enviou ao imperador Miguel um pedido de ajuda. Em resposta, o imperador rapidamente organizou uma expedição chefiada pelo seu meio-irmão, o  sebastocrator Constantino Paleólogo com o paracemomeno João Macreno e o grande doméstico Aleixo File como comandantes subordinados. Este exército, composto principalmente por mercenários turcos e tropas gregas da Ásia Menor, foi transportado para Monemvasia em navios genoveses, enquanto uma pequena frota bizantina foi enviada para assediar as ilhas dos latinos na Eubeia e Cíclades.

## Batalha
Depois de chegar em Monemvasia, Constantino passou a consolidar e expandir a autoridade imperial na Lacônia: dominou os habitantes eslavos (os melingos) do monte Taigeto e ergueu uma série de fortes para mantê-los sob controle, e então cercou Esparta, enquanto a frota imperial aproveitou as costas do sul da Lacônia. Entretanto, Guilherme viajou para Corinto, para solicitar o apoio de outros príncipes latinos da Grécia. Eles, no entanto, mostraram-se relutantes para vir em seu auxílio, uma vez que muitos súditos gregos de Guilherme estavam abertamente ao lado dos bizantinos. Constantino Paleólogo viu isso como uma oportunidade para conquistar o principado de Guilherme por completo. Abandonando o cerco infrutífero de Esparta, marchou seu exército até os rios Eurotas e Alfeu para a capital acaia, Andravida.
Durante a ausência de Guilherme, Andravida tinha sido deixada a cargo de João Catavas, um homem conhecido por sua bravura, mas agora de idade e sofria de gota. Embora as linhas gerais dos eventos subsequentes são confirmadas a partir do relatório do historiador veneziano Marino Sanudo, o único relato detalhado disponível é a narrativa da Crônica da Moreia, cuja exatidão tem sido questionada. De acordo com a crônica, ao saber da aproximação do exército imperial, Catavas levou os 300 ou 312 homens disponíveis e saiu para encontrar os bizantinos, cujos números são variadamente dados como quinze, dezoito ou vinte mil. É certo que estes números estão muito inflacionados e o exército bizantino deve ter contado com alguns milhares, no máximo. De qualquer maneira, a força latina era consideravelmente menor.
Os bizantinos foram confiantes de sua própria força, e foram alegadamente dançando e cantando. Em um estreito desfiladeiro em Prinitza (perto da antiga Olímpia), Catavas atacou o exército bizantino e infligiu uma derrota retumbante sobre ele: muitos soldados bizantinos foram mortos, enquanto o restante foi disperso e procurou refúgio nos bosques circundantes. Constantino escapou com vida, e fugiu com o restante de suas tropas para a segurança de Mistras. Tendo ganho uma grande vitória, Catavas prudentemente recusou-se a perseguir os bizantinos e voltou para Andravida.

## Resultado
Constantino Paleólogo reagrupou suas forças e no ano seguinte lançou outra campanha para conquistar a Acaia. Seus esforços, porém, foram frustrados e os mercenários turcos, que se queixaram da falta de pagamento, desertaram para os aqueus. Guilherme II então atacou os enfraquecidos bizantinos e conseguiu uma grande vitória na Batalha de Macriplagi. As duas batalhas, de Prinitza e Macriplagi, assim, colocaram fim aos esforços de Miguel Paleólogo para recuperar a totalidade da Moreia, e assegurou o domínio latino da Moreia por mais de uma geração.